# Edmond De la Rive
Edmond De la Rive (Presinge, 3 november 1847 - Genève, 27 april 1902) was een Zwitsers professor en militair.

## Biografie
Edmond De la Rive was een zoon van Eugène De la Rive, een advocaat en politicus. In 1883 huwde hij met Elisabeth de Saussure, een dochter van Henri de Saussure. Hij studeerde wetenschappen in Genève, in Parijs (waar hij in 1869 zijn licentiaat behaalde) en Jena. Later werd hij professor in de natuurwetenschappen.
Naast zijn academische carrière bouwde hij ook een militaire carrière uit. Zo studeerde hij van 1874 tot 1875 aan de militaire school van Wenen. In 1875 werd hij kapitein en in 1883 officier-instructeur. Vervolgens was hij van 1894 tot 1898 commandant van de centrale school van Thun. Hij onderwees er militaire tactiek, oorlogsgeschiedenis en militaire geografie. In 1891 werd hij vervolgens tot stafchef en kolonel benoemd. Van 1898 tot 1900 was hij vervolgens commandant van de eerste divisie en divisiekolonel.